# ノグリキ空港
ノグリキ空港（ノグリキくうこう　ロシア語：аэропорт Ноглики）とは、ロシア連邦サハリン州ノグリキにある空港である。2004年10月に開港した新しい空港で、2019年の利用者は5万9600人。

## 就航都市
オーロラ航空 - ハバロフスク、ユジノサハリンスク

タイガ・エア - ゾナリノエ（ティモフスク）